# Andreas Nilsson i Norrlångträsk
Andreas Nilsson (i riksdagen kallad Nilsson i Norrlångträsk), född 13 december 1883 i Byske församling, död 1 augusti 1971 i Skellefteå, var en svensk handlare och politiker (folkpartist). 
Andreas Nilsson, som kom från en bondefamilj, var diversehandlare i Norrlångträsk i Byske landskommun från 1924. Han var också kommunalt verksam.
Han var riksdagsledamot i andra kammaren 1939-1944 för Västerbottens läns valkrets. I riksdagen var han bland annat suppleant i konstitutionsutskottet 1941-1944. Han engagerade sig bland annat i arbetstidslagstiftningen.